# 方从义

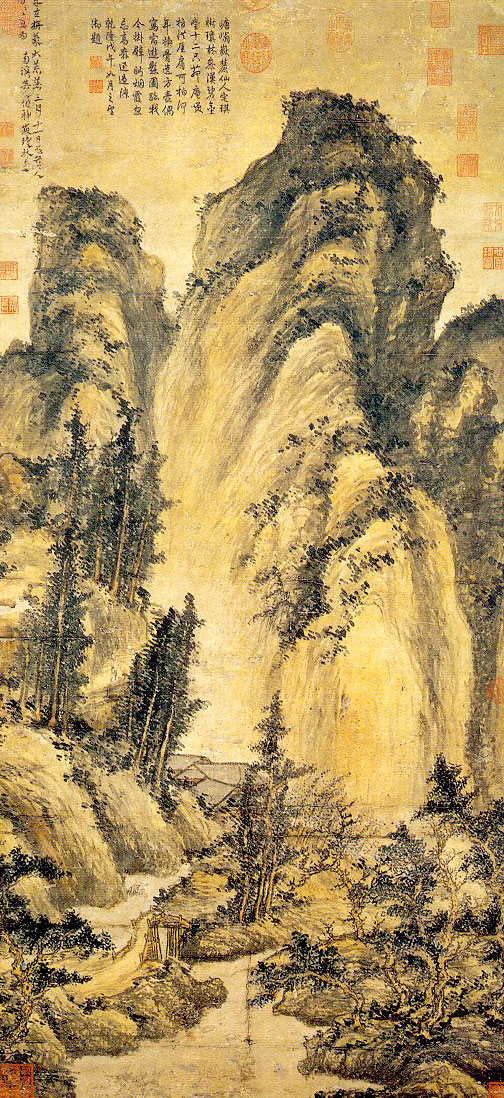
神岳瓊林圖

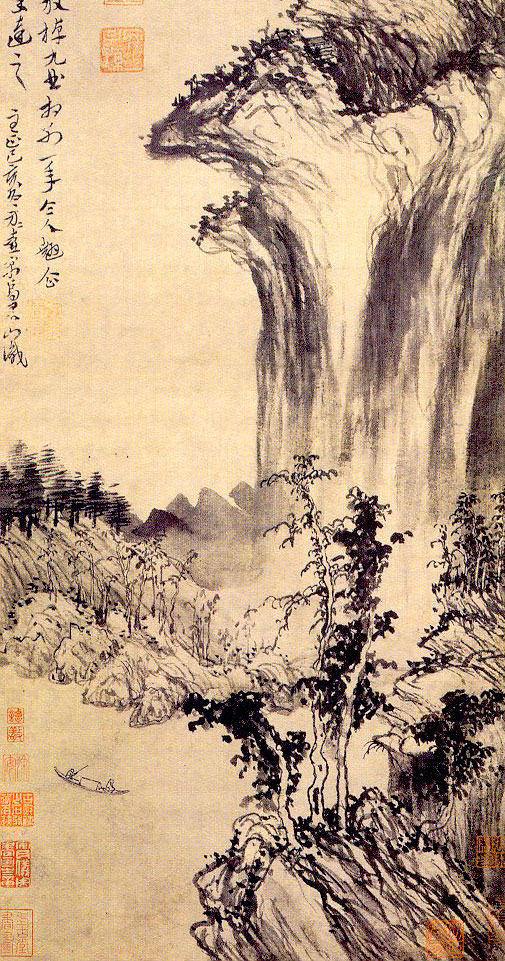
武夷放棹圖（局部）

方從義，（約1302年—約1393年），早年入道，從師金月岩，字無隅，號方壺，不芒道人，金門羽客等，中國元代畫家。江西貴溪人。工於山水。

## 作品
《神岳瓊林圖》，藏於台北國立故宮博物院
《高高亭圖》，藏於台北國立故宮博物院
《山陰雲雪》軸，藏於台北故宮博物院
《武夷放棹圖》，藏於北京故宮博物院